# Vivarium
Vivarium, Monasterium Vivariense (łac. zwierzyniec) – klasztor założony ok. 555 r. przez Kasjodora w pobliżu Squillace (łac. Scolacium) w Kalabrii.
W 2019 odkryto przypadkowo jego bardzo prawdopodobną lokalizację w pobliżu miejscowości Squillace i opracowano program jego odzyskania. Jest to duży obszar, na którym widoczne są nieznane dotąd ruiny i osady murów, dość zróżnicowane, o powierzchni około jednego hektara, z dwiema odrębnymi osadami, z których jedna składa się głównie z kanałów, zbiorników i cystern, mniej lub bardziej znacznych obiektów budowlanych i druga, złożona z bardziej solidnych pozostałości budynków, służące wykorzystania źródła z kaskadami czystej wody o znacznym przepływie. Klasztor mieścił bezcenną bibliotekę i skryptorium, w którym dokonywano tłumaczeń tekstów łacińskich i greckich. Był pierwowzorem klasztornych szkół i skryptoriów średniowiecza.

## Historia
Pierwszą nieudaną próbę stworzenia szkoły teologicznej na wzór podobnych szkół wschodnich, np. aleksandryjskiej, podjął Kasjodor w latach 535-536 w Rzymie wspólnie z papieżem Agapitem I, wykorzystując jego obszerną bibliotekę. Zamysł ten udaremniła śmierć papieża w 536 r. Po wycofaniu się z działalności politycznej (był ministrem króla Ostrogotów Teodoryka Wielkiego), Kasjodor powrócił do rodzinnej miejscowości, by poświęcić się nauce i życiu duchowemu. Jako człowiek zamożny ufundował i wyposażył tam cały ośrodek naukowy. Ideą jego powstania było przekonanie, iż po upadku cesarstwa zachodniego w 476 r. istnieje potrzeba ocalenia i przekazania kultury starożytnej najeźdźcom barbarzyńskim w nowym, chrześcijańskim kontekście.
Vivarium było rodzajem miasta zakonnego, gdzie społeczność mnichów poświęcała się studiom duchowym i świeckim. Reguła zobowiązywała ich do uprawiania nauk teologicznych i ratowania ginącego dziedzictwa literatury starożytnej. Ośrodek składał się z czterech części:
- biblioteki, największej w ówczesnej Italii, gromadzącej dzieła zarówno chrześcijańskie, jak i pogańskie;
- skryptorium, czyli rodzaju wydawnictwa, w którym kopiowano najwybitniejsze dzieła kultury starożytnej;
- correctorium, w którym poprawiano zebrane kodeksy;
- działu tłumaczy, w którym tłumaczono na łacinę dzieła z coraz słabiej znanej greki.

Oprócz nauk religijnych, teologii, biblistyki i pism wczesnochrześcijańskich, zajmowano się tam literaturą starożytną, poezją, retoryką, kosmografią, medycyną, zielarstwem, filozofią, agrokulturą, lingwistyką, ogrodnictwem, budownictwem czy rybołówstwem. Ośrodek wywarł wpływ na szkolnictwo w okresie średniowiecza.
Klasztor Vivarium upadł wkrótce po śmierci Kasjodora w 580 r. z powodu braku odpowiedniej liczby mnichów.